# Rodolphe Kreutzer
Rodolphe Kreutzer (født 16. november 1766, død 6. januar 1831) var en fransk violinist og komponist.
Kreutzer uddannede sig fra barn af som violinspiller og optrådte allerede 13 år gammel med en selvkomponeret violinkoncert. Efter at være ansat i operakapellet skrev Kreutzer en række operaer (heriblandt en Werther), der gennemgående gjorde megen lykke, men dog hurtig gik i glemme.
Som violinspiller og som komponist for dette instrument vandt Kreutzer derimod et blivende navn. Han var lærer ved Paris-konservatoriet, for hvilket han i forening med Rode og Baillot skrev en stor violinskole, og han gjorde glimrende kunstrejser til Tyskland og Italien. I 1817 blev Kreutzer kapelmester ved den store opera, en stilling, han atter opgav 1826.
Kreutzer har skrevet de fortræffelige violinstudier 40 Études ou Caprices, en række koncerter, der endnu benyttes som led i violinundervisningen, samt strygekvartetter, duetter, med mere. Beethoven tilegnede ham sin siden berømte violinsonate, opus 47 (Kreutzer-Sonaten).